# Сус (регіон)

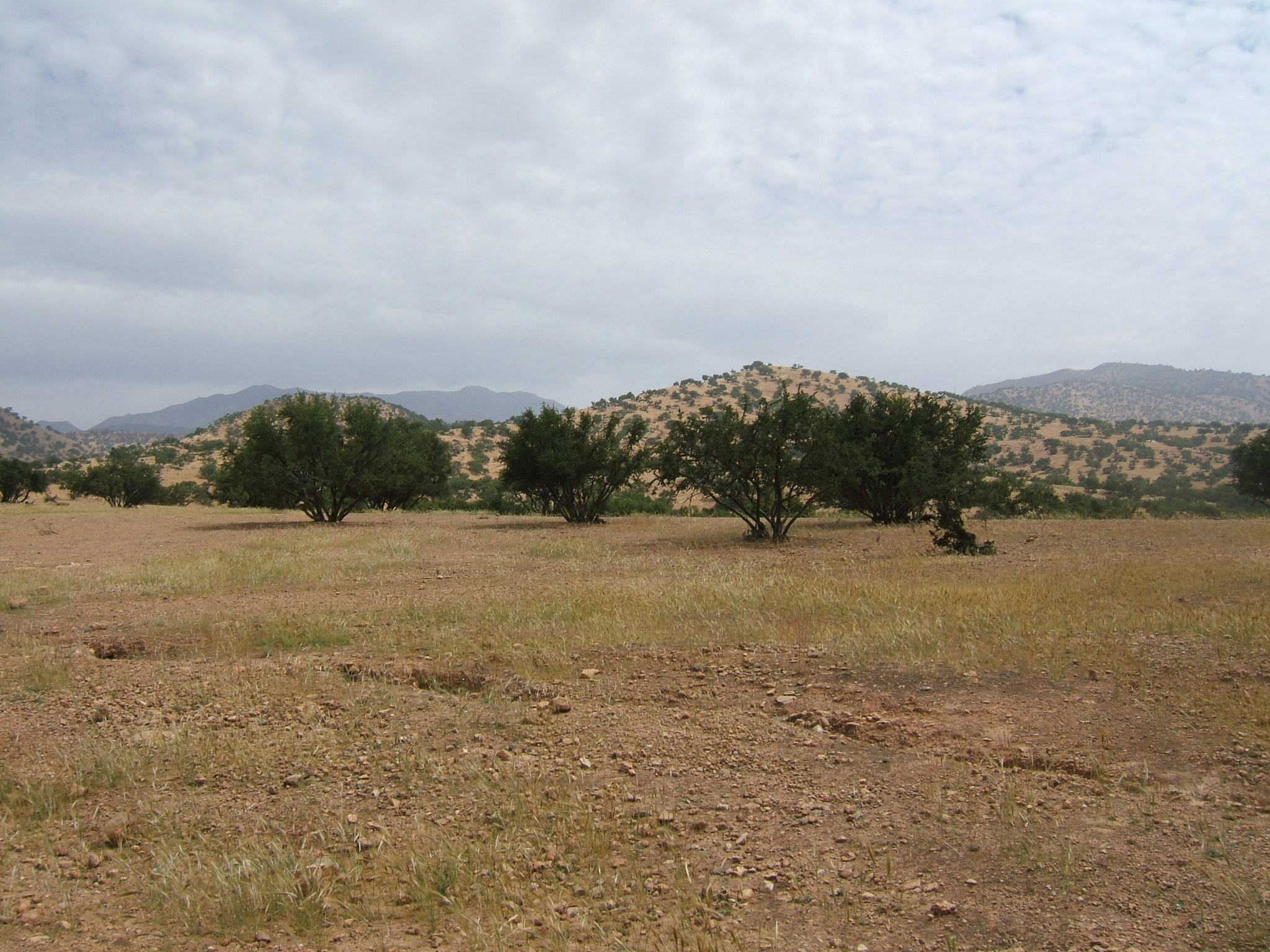
Ландшафт аграрного регіону Сус

Сус (араб. بلاد السوس; бербер. ⵙⵓⵙ) — історико-географічний регіон в південній частині Марокко. Сьогодні є частиною адміністративного регіону країни Сус — Масса.
Геологічно являє собою алювіальну рівнину річки Сус, відокремлену від Сахари гірським хребтом Антиатласу.
Велика частина населення Суса — бербери. Крім деяких арабомовних племен, більшість мешканців розмовляють на різних шильхських мовах (Tashelhiyt або Tasoussit).
Історичний центр регіону — Агадір. Серед інших важливих міст: Тарудант, Улад-Теїма, Тізніт, Лекльяа та Сіді-Іфні. На території регіону розташований національний парк Сус — Масса, що налічує чимало видів ендемічних тварин.
Регіон багатий водними ресурсами: він є одним з найродючіших регіонів в Марокко та протягом багатьох століть використовується для вирощування сільськогосподарських культур. Принаймні з XI століття відомий вирощуванням і експортом цукрової тростини.
| Марокко | Це незавершена стаття з географії Марокко. Ви можете допомогти проєкту, виправивши або дописавши її. |